# ماریا ون تاشنادی
ماریا وُن تاشنادی (مجاری: Maria von Tasnady؛ ۱۶ نوامبر ۱۹۱۱ – ۱۶ مارس ۲۰۰۱) روزنامه‌نگار، خواننده و بازیگر اهل مجارستان بود.
او نمایندهٔ کشور مجارستان در مسابقات دوشیزه اروپا در سال ۱۹۳۱ میلادی بود.
از فیلم‌ها یا مجموعه‌های تلویزیونی که وی در آن‌ها نقش داشته است، می‌توان به «مردان بی‌میهن» (۱۹۳۷) و «آندره و اورسولا» (۱۹۵۵) اشاره نمود.